# Tonj
Tonj – miasto w Sudanie Południowym, stolica stanu Tonj. Liczy 9 113 mieszkańców (2010). Ośrodek przemysłowy. W mieście znajduje się port lotniczy Tonj.